# Tour du Finistère 2011
La 26e édition du Tour du Finistère a eu lieu le 16 avril 2011. La course est inscrite au calendrier de l'UCI Europe Tour 2011 dans la catégorie 1.1. Il s'agit de la sixième épreuve de la Coupe de France 2011.

## Classement final
|    | Coureur          | Équipe                  |    | Temps           |
| -- | ---------------- | ----------------------- | -- | --------------- |
| 1  | Romain Feillu    | Vacansoleil-DCM         | en | 4 h 13 min 52 s |
| 2  | Armindo Fonseca  | Bretagne-Schuller       | +  | 1 s             |
| 3  | Sandy Casar      | La Française des Jeux   | +  | 2 s             |
| 4  | Thomas Voeckler  | Europcar                |    | m.t.            |
| 5  | Justin Jules     | VC La Pomme Marseille   |    | m.t.            |
| 6  | Nicolas Vogondy  | Cofidis                 |    | m.t.            |
| 7  | Maxime Méderel   | BigMat-Aubervilliers 93 |    | m.t.            |
| 8  | Romain Hardy     | Bretagne-Schuller       |    | m.t.            |
| 9  | Jean-Marc Marino | Saur-Sojasun            |    | m.t.            |
| 10 | Sylvain Georges  | BigMat-Aubervilliers 93 |    | m.t.            |